# Arcybiskupstwo Moguncji
Arcybiskupstwo Moguncji (niem. Erzbistum Mainz, nie mylić z dawną archidiecezją moguncką), również Elektorat Moguncji (niem. Kurfürstentum Mainz, lub Kurmainz) – było kościelnym księstwem wchodzącym w skład Świętego Cesarstwa Rzymskiego. Od 1354 elektorat Rzeszy. Arcybiskup Moguncji tradycyjnie należał do grona elektorów Cesarstwa, był także arcykanclerzem Niemiec (czy też: arcykanclerzem i głową kancelarii Rzeszy niem. Erzkanzler und Kopf der Reichskanzlei).

## Historia
Diecezja moguncka założona została jeszcze w czasach panowania Cesarstwa rzymskiego. Stolicą diecezji została Moguncja, która była wówczas stolicą prowincji zwanej Moguntiacum. Począwszy od Crescensa, który od roku 80 miał być pierwszym biskupem mogunckim, wszyscy biskupi przed IV wiekiem są postaciami na wpół legendarnymi. Pierwszym pewnym biskupem Moguncji był rządzący tą diecezją w 343 roku Marcin lub Maryn. Przełomową datą był rok 745, kiedy w Moguncji objął rządy pierwszy w historii arcybiskup Moguncji Święty Bonifacy, zwany również apostołem Niemców.
Arcybiskupstwo Moguncji było bogatym materialnie, a przez to bardzo wpływowym księstwem kościelnym w Cesarstwie Niemieckim. W skład tego państwa wchodziły ziemie leżące wokół Moguncji na obu brzegach Renu, obszar wzdłuż Menu powyżej Frankfurtu nad Menem (włączając w to okręg Aschaffenburg), region Eichsfeld znajdujący się głównie w Dolnej Saksonii i częściowo też w Turyngii, a ponadto terytoria leżące w Turyngii w okolicach Erfurtu. Arcybiskup Moguncji okresowo od roku 1251, a ciągle od 1263 roku do 1803 roku, był cesarskim księciem-elektorem, a ponadto arcykanclerzem Niemiec oraz przewodniczącym zgromadzenia elektorów Rzeszy.
W 1802 roku Moguncja utraciła rangę arcybiskupstwa. W wyniku sekularyzacji przeprowadzonej w 1803 roku podczas reorganizacji ziem niemieckich (tzw. Reichsdeputationshauptschluss) ostatni elektor moguncki Karol Teodor von Dalberg został przeniesiony na stanowisko arcybiskupa Ratyzbony, natomiast ziemie mogunckie leżące na zachodnim brzegu Renu wcielono do Francji. Ziemie na wschodnim brzegu Renu ciągnące się wzdłuż Menu poniżej Frankfurtu nad Menem włączono do Hesji-Darmstadt i Nassau, natomiast Eichsfeld i Erfurt stały się częścią Prus. Jednak okręg Aschaffenburg pozostał w rękach Karola Teodora von Dalberga i gdy Święte Cesarstwo Rzymskie przestało istnieć w 1806 roku, obszar ten stał się rdzeniem utworzonego w 1810 roku przez von Dalberga Wielkiego Księstwa Frankfurtu. Dalberg w 1813 roku abdykował, a kongres wiedeński w 1815 roku podzielił Wielkie Księstwo Frankfurtu pomiędzy Bawarię, Hesję-Kassel, Wielkie Księstwo Hesji i wolne miasto Frankfurt nad Menem.
W roku 1802 wewnątrz terytorium Francji utworzono nowe biskupstwo Moguncji, którego jurysdykcja w 1814 roku rozszerzona została na ziemie Wielkiego Księstwa Hesji. Od tego czasu diecezja moguncka miała dwóch kardynałów, a ponadto zachowała średniowieczną tradycję wyboru nowego biskupa przez kapitułę katedralną.